# SPQR
SPQR е акроним от латинския израз Senatus Populus que Romanus („Сенатът и народът на Рим“), отнасящ се до правителството на древната Римска република и използван като официален подпис на правителството.
Поставя се на римските монети, в края на документи, публикувани чрез надпис на камък или метал, в посвещението на паметници и обществени сгради, и е изписана на щандартите на римските легиони. Фразата се появява стотици пъти в римската политическа, правна и историческа литература, включително в речите на Цицерон и историята на Тит Ливий. Тъй като смисълът и думите не се различават, с изключение на правописа и инфлексията на Populus в литературата, латинските речници квалифицират SPQR като формула.
SPQR е мотото на града Рим и се появява в герба, както и на много от сградите в града, на обществените фонтани и на покривните капаци на канализацията.

## История
Според преданието Рим е основан (753 г. пр.н.е.) от братята Ромул и Рем, синове на бог Марс и жрицата-весталка Рея Силвия. Изоставени от майка си, братята са отхранени от вълчица. На монети от ранния републикански период (509-106 г. пр.н.е.) могат да бъдат видени изображения на вълчицата като знак на римската община и държава. Вълкът по принцип е бил смятан от древните италийски народи за животно, принадлежащо на Марс. Римляните наричали Марс свой Баща, а преди реформите на Гай Марий (ок. 100 г. пр.н.е.) и появата на орела на Юпитер, вълчата кожа често е служела за знаме на римските манипули. Запазени са и монети на Латинския съюз от времето на Съюзническата война (ок. 350 г. пр.н.е.), на които е изобразен италианският бик, убиващ римската вълчица. Така че вълчицата е най-старият засвидетелстван герб на Рим като град и държава.
С реформите на Марий сребърният орел става знак на всеки легион. Началото на императорската епоха (14 г. пр.н.е.) носи своите нови символи. Всеки град в империята има свои знаци и гербове. На различни монетни емисии се появяват изображенията на императори, богове и стари атрибутивни знаци (например глиган за Лутеция или глава на Минерва Сулис за Акве Сулис. Често срещани са изображенията на Dea Roma или Богинята Рим, Виктория или Победата, и Sol Invictus, тоест Непобедимото слънце или олицетворението на императорския гений.
Реформите на Диоклециан (285 г.) и Константин Велики (324 г.) премахват старото легионно деление на армията. Всяка нова войскова част получава свое знаме (vexillum), на което войниците поставят предпочетен от тях знак. Константин запазва орела на Юпитер на знамето на императорската гвардия, но с една промяна. Новият орел, който става герб на Византийската, Австрийската и Руската империи, когато те претендират за приемственост от Рим, е двуглав. Двете глави на едно тяло вероятно означават общото управление над империята от страна на монарха и църквата, тъй като Константин обявява християнството за официален държавен култ в империята и това съсредоточава голяма власт в ръцете на епископите в различните градове. Династията на Константин има и свой собствен знак – дракон (виж орден на Дракона). Друг важен знак, който императорът приема, е монограмът на Христос: вписани заедно гръцко „Х“ и „Р“ (виж INRI).
След управлението на Юлиан Апостат (361 – 363) на монетите и знамената се появява кръст – „победният знак на императорите“. Двуглавият орел, кръстът и монограмът се запазват в Рим до падането на Западната Римска империя в 476 г.
До края на 8 век Рим последователно е под светската власт на вестготи, остготи, византийци и лангобарди.
Франкският крал и император Карл Велики предава властта над Града на папа Лъв III и оттогава до 1870 година Рим е столица на „Дела на свети Петър“, тоест на Папската държава. Гербът ѝ са двата ключа на небесното и земното царство, увенчани с папската тиара. Ромейските василевси и императорите на Свещената Римска империя продължават да ползват за свой герб орела (с една и с две глави), монограма на Христос и кръста.
В 1870 г. Рим е анексиран от Италианското кралство и получава за герб червен френски щит с малък бял кръст и абревиатурата SPQR, която някога е била поставяна на всички документи, както и под знамената на античната римска република.